# Nicolas Potier de Novion

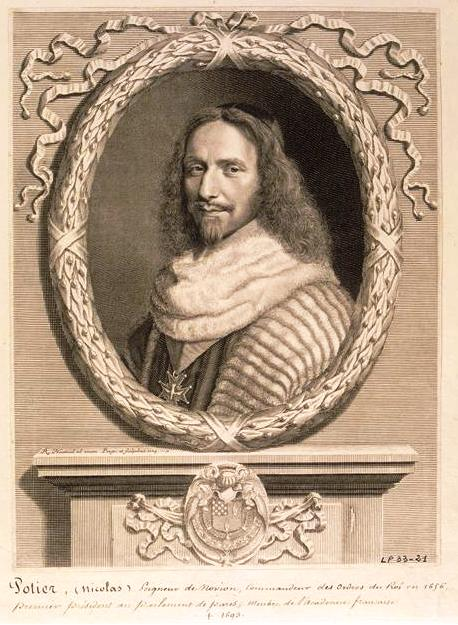
Portret z 1663

Nicolas Potier de Novion (ur. 1618, zm. 1 września 1693 roku w Thiverval-Grignon koło Villepreux) – francuski urzędnik epoki Ludwika XIV; właściciel ziemski (senior Novion, pan Neauphle-le-Château od 1682, właściciel zamku w Villebon-sur-Yvette). Wywodził się ze znaczącej rodziny szlacheckiej Potier; jego ojcem był André I Potier de Novion, prezydent parlamentu paryskiego, a matką Catherine Cavelier. Od 1637 doradca Ludwika XIV. Sam również był członkiem Parlement i występował u boku Pierre'a Broussela jako jeden z przywódców parlamentarnej Frondy, sprzeciwiającej się wzrastającym podatkom. Był przeciwnikiem kardynała Mazarin i oskarżył Kondeusza Wielkiego o zdradę. Razem z Brousselem został aresztowany przez kardynała 26 sierpnia 1648 roku, ale wkrótce go zwolniono. W 1678 roku wybrany prezydentem paryskiego parlamentu, jednak wkrótce musiał zrezygnować z tej funkcji ze względu na defraudacje. Od 1681 roku członek Akademii Francuskiej na fotelu 19 pomimo braku jakiegokolwiek literackiego dorobku i nieudanej mowy na rozpoczęcie kadencji. Członkiem Akademii pozostał do śmierci w 1693 roku. Odznaczony Orderem Ducha Świętego.